# Yajnavalkya
Yajnavalkya (Sanskrit: याज्ञवल्क्य, Yājñavalkya m.) war ein vedischer Rishi unter dem legendären König Janaka. Er gilt als Verfasser mehrerer vedischer Schriften. Seine hochgeachteten und vielzitierten Lehren erhellen das Wissen um den Atman und das Brahman, klären auf über Karma und Reinkarnation.

## Leben
Der Brahmane Yajnavalkya war ein Schüler von Aruni, nach anderen Quellen von Bhaskali. In der Liste der Lehrer, die den Weißen Yajurveda weitergegeben haben, wird der Name an 13. Stelle aufgeführt.
Vor Beginn des Opfers am Hofe Janakas fand eine große Disputation (brahmodyam) unter den anwesenden Brahmanen statt. Um zu erfahren, wer unter ihnen der Gelehrteste sei, setzte der König einen Preis von tausend Kühen aus. An den Hörnern einer jeden waren je zehn Viertelgewichte Gold gebunden. Yajnavalkya zeigte sich im spirituellen Wissen allen anderen Teilnehmern überlegen und nahm den Preis an sich.
Er wurde Priester und Berater von König Janaka, dem Vater von Sita und ehelichte zwei Frauen, Katyayani und Maitreyi. Als sich der schon gealterte Yajnavalkya entschloss, sich in den Wald zurückzuziehen, um dort in der Einsamkeit zu meditieren, teilte er sein Vermögen zwischen seinen beiden Frauen auf. Katyayani war damit zufrieden. Maitreyi aber fragte ihn, ob sie denn mit diesem Vermögen Unsterblichkeit erlangen könne. Yajnavalkya verstand die Frage und führte sie in sein heiliges Wissen ein.

## Werke
Dem Yajnavalkya werden mehrere Schriften zugeschrieben, so die Yajnavalkyasmriti, und das Shatapatha Brahmana. In der Brihadaranyaka Upanishad ist er im ersten Teil (I,2,4) die Person, welche das Wesen von Atman seiner Frau Maitreyi erklärt. Dieses Gespräch wird nahezu identisch, mit einigen zusätzlichen Ausschmückungen, im zweiten Teil (II,4,5) wiederholt. Der gesamte zweite Teil dieser Upanishad wird als Yajnavalkyam Kandam bezeichnet.
Nacheinander beweist er in einem Redewettstreit (3.1-9) am Hofe des Königs Janaka seine Überlegenheit gegen neun Unterredner. Im zweiten Gespräch (4,1-2) mit Janaka verwirft er die Definitionen des Brahman durch andere Lehrer und erläutert im dritten Gespräch (4,3,1–4,4,25) das Wesen des Atman im Wachen, im Schlaf und im Sterben.

## Yoga
Nach Yajnavalkya ist ein Yogabuch aus dem 12./13. Jahrhundert benannt, das Yogayajnavalkya. Der unbekannte Autor lässt in seinem Werk den Yajnavalkya den Yoga erklären.